# Court of Chancery
La Court of Chancery (Tribunal de la Cancillería en español) fue un tribunal de Inglaterra y Gales. Surgió en el siglo XIV en respuesta a la necesidad de sortear la resistencia al cambio y la rigidez (o falta de equidad) del derecho común o common law (el sistema jurídico instaurado en Inglaterra en el siglo XII bajo el reinado de Enrique II).  La Cancillería tenía competencia sobre todas las cuestiones de equidad, incluyendo los fideicomisos (trusts), el derecho de propiedad, la tutela del patrimonio de los enfermos mentales (estates of lunatics) y la protección de los menores. Sin embargo, su función inicial era diferente: como prolongación de la función del Lord Canciller en tanto que guardián de la conciencia del Rey, el Tribunal era un órgano administrativo que conocía principalmente del derecho natural. Como tal, sus competencias eran más amplias que las de los tribunales del derecho común, con capacidad para revocar las sentencias que éstos dictaban, y era además mucho más flexible. Hasta el siglo XIX, el Tribunal de la Cancillería tuvo la potestad de aplicar soluciones judiciales (remedies) mucho más diversas que los tribunales de derecho común, como el requerimiento para el cumplimiento específico de los contratos (specific performance), interdictos, así como la condena a indemnizar por daños y perjuicios en determinadas circunstancias. Con la configuración del Exchequer of Pleas como tribunal de derecho común, y la pérdida de su jurisdicción como tribunal de equidad tras la Ley de Administración de Justicia (Administration of Justice Act) de 1841, la Cancillería quedó como el único organismo competente para conocer los casos de equidad en el sistema legal inglés. 

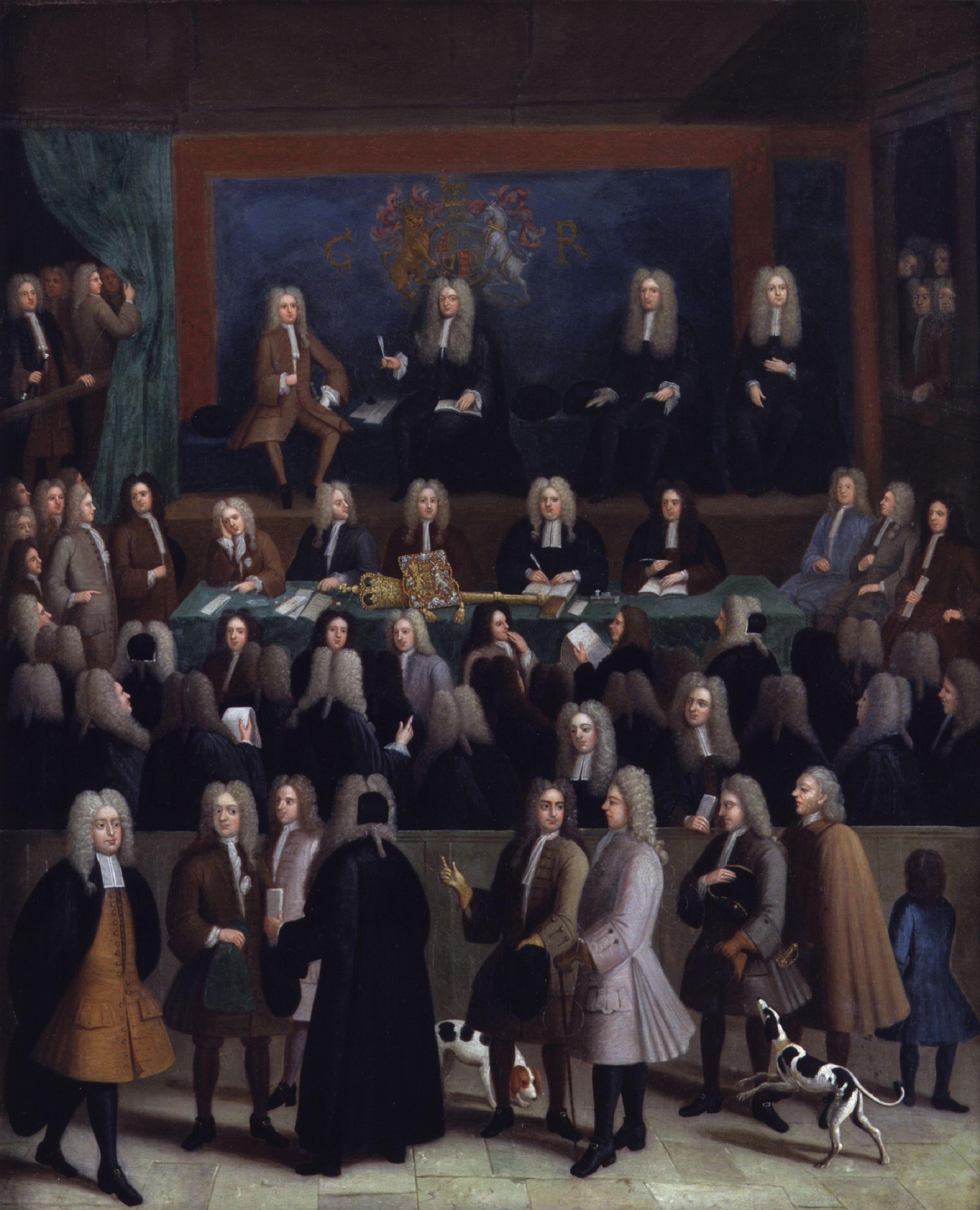
El Tribunal de la Cancillería en el Reinado de Jorge I de Inglaterra

Los académicos creen que el Tribunal de la Cancillería adquirió su independencia hacia 1345, tras escindirse de la curia regis; en aquella época estaba integrado por el Lord Canciller y sus asistentes. Aunque inicialmente era un mero órgano administrativo con algunas funciones judiciales, durante el siglo XV conoció un gran aumento de trabajo, sobre todo durante el reinado de la Casa de York, debido, según los académicos, a su conversión en órgano judicial casi en su integridad. Desde el reinado de Isabel I en adelante, el Tribunal recibió severas críticas por su lentitud, su acumulación de trabajo atrasado y sus altos aranceles, problemas que persistieron hasta su disolución, si bien se mitigaron en parte gracias a diversas reformas legales, sobre todo en el siglo XIX. Los primeros intentos de fusionar la Cancillería con los tribunales de derecho común tuvieron lugar en la década de 1850, culminando finalmente en los años 1873 y 1875 con las leyes (Supreme Court of Judicature Acts) por las que se disolvió la Cancillería y se creó un único Alto Tribunal de Justicia para Inglaterra y Gales, cuya Sección Chancery (Chancery Division) sucedió al Tribunal de la Cancillería como órgano de equidad.   
Durante buena parte de su existencia, el Tribunal estuvo formalmente dirigido por el Lord Canciller, quien estaba asistido por los jueces de los tribunales de derecho común. Su personal incluía un amplio número de escribanos bajo las órdenes del Master of the Rolls, que era quien a menudo conocía de los procesos judiciales. En 1813 se nombró un Vicecanciller que debía ocuparse del trabajo pendiente de la Cancillería, designándose otros dos más en 1841. El propio Lord Canciller ponía a la venta los distintos cargos de la Cancillería durante buena parte de su historia, de los que obtenía grandes sumas de dinero. Muchos de los escribanos y oficiales imponían aranceles cada vez más exorbitantes para tramitar los procesos judiciales, siendo ésta una de las principales razones por las que el coste de interponer una demanda ante la Cancillería fuese tan alto. En el siglo XIX muchas de estas sinecuras se eliminaron, y se fijó una retribución para el Lord Canciller con la intención de frenar la venta de cargos. Posteriormente, la potestad de nombrar oficiales se transmitió del Canciller a la Corona.  

## Historia

### Origen
El origen del Tribunal de la Cancillería se remonta, como los demás Altos Tribunales ingleses anteriores a 1875, a la curia regis normanda, esto es, el Consejo Real que encarnaba la autoridad del rey frente a los señores feudales, y que la mayoría de los monarcas conservaron tras la conquista normanda de Inglaterra en el año 1066. Bajo el sistema feudal, el Consejo estaba constituido por el monarca, los grandes consejeros de la Corona (el Chief Justiciar, el lord canciller y el lord chambelán) y cualquiera a quien el monarca permitiese la asistencia. Su jurisdicción era casi ilimitada y agrupaba los poderes legislativo, ejecutivo y judicial. Este gran organismo reunía a juristas, nobles y miembros del clero, muchos de los cuales vivían lejos de Londres. No tardó en revelarse su dificultad para tratar todos los asuntos cotidianos de la nación, lo que provocó que surgiese una curia más pequeña que tratase de los asuntos corrientes del país; esta curia, a su vez, pronto se dividió en diversos tribunales: primero, el Exchequer of Pleas, dedicado a las finanzas, y después el Tribunal de las Peticiones Comunes (Court of the Common Pleas) para conocer de los procesos comunes.

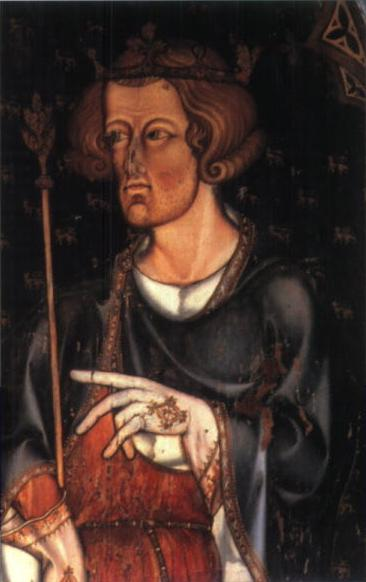
Eduardo I de Inglaterra, bajo cuyo reinado se estableció la jurisdicción de la Cancillería

Inicialmente, la Cancillería estaba formada por los asistentes personales del Lord Canciller y era descrita como “una gran secretaría, un ministerio de interior, un ministerio de exteriores, y una secretaría de justicia”. Las referencias más tempranas sobre los asuntos legales que le fueron enviados datan de 1280, cuando Eduardo I de Inglaterra, enojado con la cantidad de litigios que le llegaban, y que podían ser resueltos por otros departamentos de su Administración, aprobó una ley que establecía que: 
todas las demandas relativas al Sello deberán dirigirse en primer lugar al Canciller; y aquellas relativas a la Hacienda (Exchequer), deberán dirigirse a la Hacienda, y aquellas relativas a los Jueces, o la ley de las tierras de los Jueces, a los Jueces; y aquellas relativas a los Judíos, a los Jueces de los Judíos. Y si los asuntos son de tanta Importancia, o si son de Gracia, que el Canciller y los demás no pueden deliberar sin el Rey, entonces ellos mismos los traerán con sus propias manos al Rey para conocer su voluntad; de forma que ninguna demanda se presentará ante el Rey, y su Consejo, sino por las manos de dicho Canciller, y de los otros ministros; y así el Rey y su Consejo podrán, sin la carga de otros asuntos, vigilar los asuntos importantes de su Reino, y los de otros países extranjeros.
En los registros constan innumerables demandas enviadas al Lord Canciller y al Master of the Rolls, a pesar de que en aquella época el Canciller no tenía competencia específica para enjuiciarlas; las demandas se le enviaban por razones de organización. Con Eduardo II, el Canciller dedicaba determinados días a escuchar alegatos, tal y como está documentado en los registros del Parlamento de Lincoln en 1315, los cuales muestran también que algunos procesos eran conocidos por sus asistentes en la Cancillería. Hacia 1320, las demandas se enviaban habitualmente a la Cancillería, donde jueces de los tribunales de derecho común se encargaban de dirimirlas mediante las normas llamadas de “ley o razón”, y a veces sólo de «razón», una fórmula mucho más liberal y adaptable que el derecho común.

### Desarrollo y primeros años
La Cancillería ganó importancia tras el declive del Exchequer, cuando pasó a conocer del derecho de equidad, más flexible y dúctil que el derecho común. Inicialmente, el Tribunal de la Cancillería conocía de contratos verbales, de litigios de propiedad inmobiliaria y de fideicomisos (trusts), con unos criterios laxos para desestimar las demandas; la pobreza, por ejemplo, podía constituir una causa aceptable para anular un contrato u obligación. Las demandas se presentaban normalmente mediante escrito o instancia, exigiéndose para su admisión que se justificase que el derecho común no podía dar una solución jurídica al problema. Las resoluciones de la Cancillería eran en francés, y posteriormente en inglés, y no en el latín que se usaba para los escritos del derecho común. Bajo el reino de Eduardo III de Inglaterra, el Tribunal fijó su sede en el Salón de Westminster, lugar donde estuvo ubicado de forma casi continuada hasta su disolución. Con anterioridad, el ejercicio de la justicia había sido dificultoso porque el Lord Canciller debía ir allí donde el Rey viajase.
Hacia 1345, el Lord Canciller empezó a ser considerado el jefe del Tribunal de la Cancillería, más que el representante del Rey, por lo que se dirigían a él directamente las demandas e instancias.  Bajo el reinado de Ricardo II de Inglaterra llegó a ser habitual distinguir la Cancillería de la curia, razón por la que el académico William Carne señala que este reinado es un período clave en el que se consolidó la independencia del Tribunal de la Cancillería. El Canciller y sus secretarios dilucidaban a menudo los procesos judiciales de forma directa, en vez de remitirlos al Consejo; ocasionalmente, su enjuiciamiento correspondía a un comité compuesto de laicos y clérigos asistidos por los jueces de los Tribunales del derecho común. John Baker señala que fue al final del siglo XIV cuando el procedimiento de la Cancillería quedó fijado, y menciona el trabajo de John Waltam como Master of the Rolls entre 1381 y 1386, período en el que surgieron las primeras quejas sobre la Cancillería.

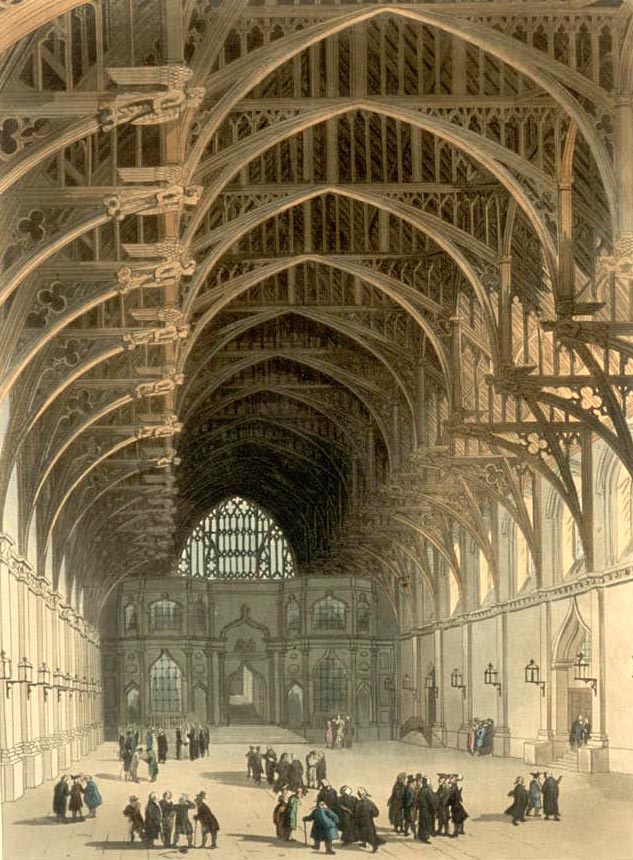
El Salón de Westminster, sede del Tribunal casi ininterrumpidamente desde el Reino de Eduardo III hasta su disolución en 1875

Las crecientes competencias de la Cancillería pronto inquietaron al Parlamento y la nobleza; Carne opina que es posible trazar una "tendencia de oposición" general durante el período Plantagenet, sobre todo por parte de los miembros del clero, más habituados al derecho romano que a la equidad. Desde el reinado de Ricardo II, la Cámara de los Comunes manifestaba frecuentes quejas sobre el trabajo del Tribunal, y en 1390, sus miembros solicitaron al Rey que declarase que el Tribunal de la Cancillería no podía contradecir el derecho común, así como su falta de legitimación para anular una sentencia sin el debido proceso legal. Al mismo tiempo, la Cámara de los Comunes solicitó que no se dictase orden judicial alguna que obligase a un hombre a comparecer ante el Tribunal; si así se hiciese, el secretario que la hubiese expedido perdería su empleo y el Lord Canciller sería sancionado con 100 libras. El Rey dio respuestas evasivas a las peticiones, y no tomó decisión alguna. Sin embargo, en 1394, los Comunes consiguieron realizar algunos cambios en el procedimiento del Tribunal cuando el Rey accedió a su petición, consistente en que la parte que hubiese ganado el pleito tuviera derecho a que la parte contraria le reembolsara las costas. En 1341, el Rey, también a petición de los Comunes, permitió que el Lord Canciller remitiera los asuntos directamente a los Tribunales de derecho común, para evitar que los jueces de estos tribunales perdiesen el tiempo acudiendo personalmente a la Cancillería. Kerly apunta que la mayor parte de las quejas de los Comunes procedían de juristas del derecho común, agraviados por el hecho que la amplia jurisdicción de la Cancillería, que se solapaba con la suya. Estas quejas de los Comunes no fueron obstáculo para el buen funcionamiento del Tribunal; es ilustrativo, al respecto, que en 1393 la Cámara de los Lores le enviara dos asuntos para su conocimiento.
Según muchos estudiosos, el Tribunal de la Cancillería tuvo su verdadero crecimiento en el siglo XV; Margaret Avery señala un gran incremento del número de procesos durante la década de 1440, mientras que Nicholas Pronay sugiere que, en realidad, su expansión llegó durante el reinado de la casa de York (1461-85), cuando el número de demandas presentadas se cuadriplicó cada año. Pronay señala como principales causas de este crecimiento las denuncias sobre la distorsión de la justicia en que incurrían los tribunales de derecho común, junto con los crecientes intereses mercantiles y comerciales, y afirma que este fue el  período en el que la Cancillería pasó de ser un órgano administrativo con algunas funciones judiciales a “uno de los cuatro tribunales centrales del reino (...) siendo el crecimiento en el número (de procesos) un indicador principal del cambio de posición de la Cancillería”. A este incremento de funciones contribuyó el cambio de función del Tribunal: hasta finales del siglo XIV, las partes privadas no tenían legitimación para presentar demandas personalmente ante la Cancillería, al contrario que en otros tribunales; por el contrario, en el siglo XV, el número de procesos privados se había disparado hasta el punto de provocar quejas ante el Parlamento. Marsh precisa que otra causa de la creciente influencia de la Cancillería fue la naturaleza de las sentencias; mediante los requerimientos de cumplimiento del contrato en sus estrictos términos y los interdictos, el Tribunal de la Cancillería no sólo podía subsanar agravios previos, sino además prevenir futuros agravios, mientras que los tribunales de derecho común debían limitarse a conceder indemnizaciones por daños y perjuicios.

### La importancia de la Cancillería en el desarrollo del inglés convencional
El inglés de la Cancillería, utilizado en documentos oficiales, puede considerarse el embrión del inglés convencional, esto es, un patrón nacional de ortografía y gramática. La Ciudad de Westminster había sido la sede del Gobierno y la administración desde el siglo XII. A partir de 1430, aproximadamente, el uso del inglés en documentos administrativos sustituyó al francés, que había sido utilizado desde la conquista normanda. Por consiguiente, el inglés escrito que se desarrolló en el Tribunal de la Cancillería devino un patrón, tanto en su estilo de caligrafía (“Chancery hand”) como en su gramática y vocabulario. En las décadas de 1440 y 1450 se empezó a producir una regularización de la ortografía inglesa.

### Concurrencia con el derecho común
El inicio de la era Isabelina en Inglaterra estuvo marcado por una disputa entre el Tribunal de la Cancillería y los tribunales de derecho común acerca de cuál de los dos era el preeminente. Bajo el reinado de Enrique VI de Inglaterra había sido práctica habitual que los demandantes en los tribunales de derecho común tuviesen vetada la ejecución de sus propias sentencias en caso de que el Lord Canciller considerase que su reclamación en el proceso hubiese sido "contraria a la conciencia".  A ello se opusieron con vehemencia los jueces de derecho común, que consideraban que, ante la potestad del Lord Canciller de revocar sus sentencias, las partes en un proceso optarían por acudir siempre al Tribunal de la Cancillería. La disputa sobre la preeminencia del Lord Canciller se prolongó durante el reinado de Isabel I de Inglaterra, en el que el poder de los jueces de derecho común fue en aumento; el Lord Canciller ya no era un clérigo a quien pudiera ser arriesgado ofender, y los jueces habían ganado en importancia. Sir Edward Coke cita en sus Informes un pleito ocurrido al final del reino de Isabel que parece indicar que la prerrogativa del Canciller había desaparecido, porque los jueces admitieron una demanda sin oposición del Monarca, a pesar de la competencia implícita del Lord Canciller. También en aquellos años, los jueces del derecho común dejaron sentado que la Cancillería no tenía competencia en materia de pleno dominio.
El Lord Canciller de la época, Lord Ellesmere, no se arredró, y mantuvo que tenía competencia para revisar resoluciones de los tribunales del derecho común, así como en cuestiones relativas al pleno dominio. En 1614, presidió el proceso de Courtney contra Glanvil, que finalizó con condena de prisión para Glanvil por engaño; la sentencia fue revocada por Edward Coke en el tribunal de King's Bench, quien reclamó la absolución de Glanvil junto con una petición de habeas corpus. Dos años después, Ellesmere conoció del proceso del Lord de Oxford, en el que dictó una sentencia que contradecía frontalmente el derecho inglés basado en la "Ley de Dios". Coke y los demás jueces de derecho común revocaron esta sentencia durante un período en que Ellesmere estuvo inactivo por enfermedad, y utilizaron aquel asunto para deponer completamente la jurisdicción del lord canciller. Ellesmere apeló ante el monarca, Jacobo I de Inglaterra, quien remitió la cuestión al procurador general para el Príncipe de Gales y a Francis Bacon, procurador general para Inglaterra y Gales. Ambos recomendaron una sentencia a favor de Ellesmere, que el monarca acabó dictando, por la cual:
En tanto que la piedad y la justicia son los verdaderos apoyos de nuestro trono real; y que en verdad ambas forman parte de nuestro deber principesco de velar y tutelar que nuestros súbditos reciban justicia igual e imparcial, y que cuando su caso merezca amparo en un proceso de equidad ante nuestro Tribunal de la Cancillería no sean abandonados y expuestos a la condena por rigor y severidad de nuestras leyes, nos (...) aprobamos, ratificamos y confirmamos la función de nuestro Tribunal de la Cancillería.

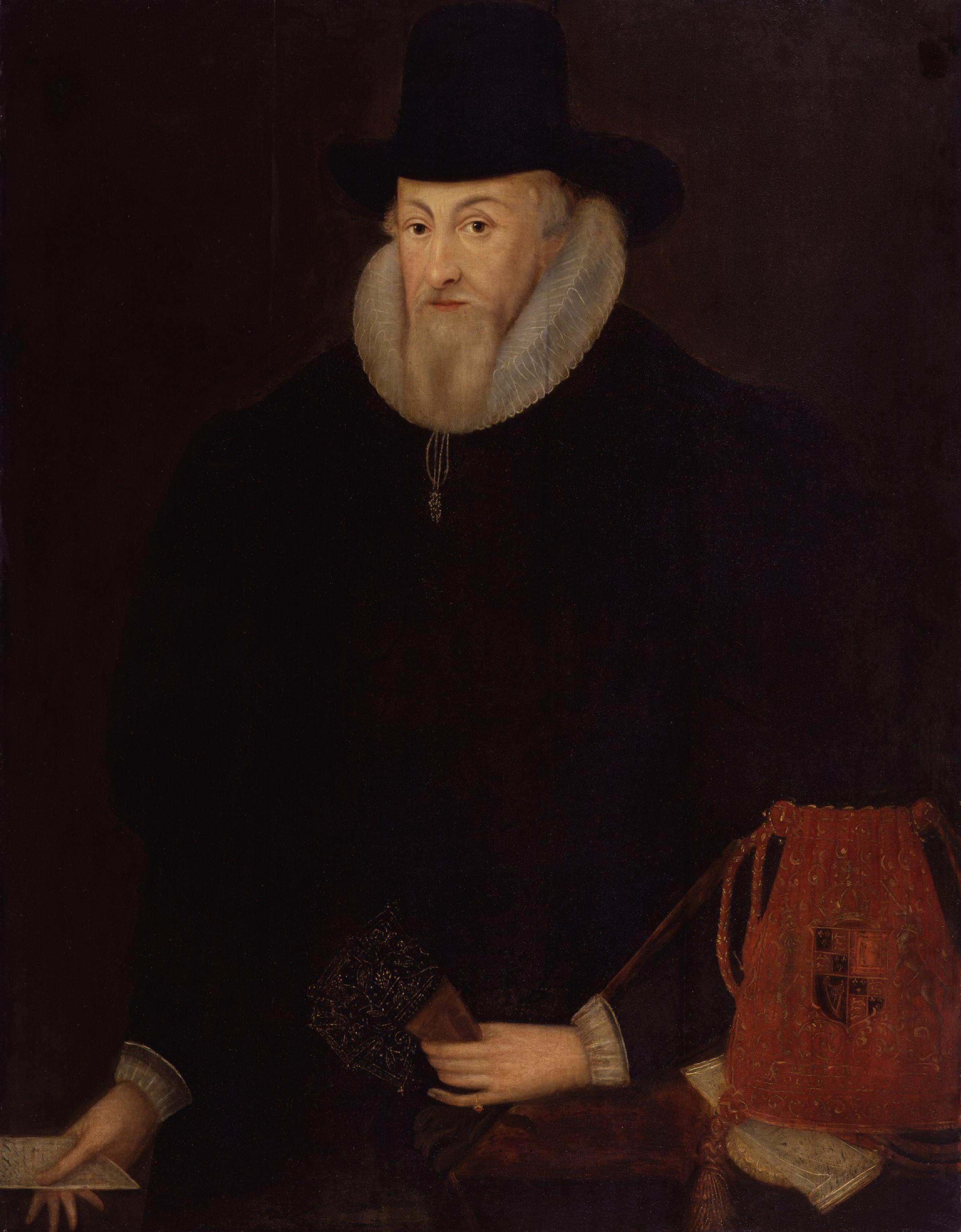
Lord Ellesmere, quien como Lord Canciller trabajó para mantener la potestad de la Cancillería para revocar las decisiones los tribunales de derecho común

Duncan Kerly señala que el desafío de Coke a la Cancillería fue una de las razones que provocó su destitución como Juez. Hasta su disolución en el siglo XIX, el Tribunal de la Cancillería tuvo la potestad de revocar las sentencias dictadas en los tribunales de derecho común. Sin embargo, la disputa no cesó; en sus Institutes of the Lawes of England, Coke sugirió que el decreto real era ilegal, y su contemporáneo David Jenkins escribió, en Eight Centuries of Reports que "la jurisdicción excesivamente amplia de la Cancillería, incluyendo la potestad de revisar sentencias de derecho común" constituía uno de los mayores abusos de derecho. En el siglo XVII Robert Atkyns intentó reavivar esta controversia en su libro An Enquiry into the Jurisdiction of the Chancery in Causes of Equity, sin conseguir ningún resultado tangible. No obstante, a partir de entonces los Lord Cancilleres actuaron con mayor prudencia; Francis Bacon que sucedió a Ellesmere, adoptó medidas para impedir el abuso de los interdictos. Según Horwitz, no fue sólo Bacon quien optó por la cautela, porque "tras los vehementes enfrentamientos entre el Lord Chief Justice Coke y Lord Canciller Ellesmere, los Cancilleres se ocuparon de circunscribir la capacidad correctiva del Tribunal y de concentrarse en ámbitos que señalaron singularmente como propios".

### Tentativa de reforma durante laMancomunidad de Inglaterra
En la época de la Guerra Civil Inglesa, el Tribunal de la Cancillería recibió enormes críticas por su procedimiento y por sus prácticas. En el siglo XVI, el Tribunal sufría un enorme exceso de trabajo; Francis Bacon registró 2000 resoluciones dictadas todos los años, mientras que Sir Edward Coke estimaba los procesos atrasados en 16.000. La causa era, por una parte, la incompetencia de los jueces y, por otra, el procedimiento utilizado; la práctica de la prueba se podía repetir hasta tres veces y las resoluciones se podían dictar, revocar, y volverse a dictar: "lo que un día se ordenaba se contradecía al día siguiente, de forma que en algunos asuntos se había dictado quinientas resoluciones, de las que pocas llegaban a ser efectivas". El largo tiempo que el Tribunal empleaba en cada asunto, unido al trabajo atrasado, provocaba que la tramitación de un procedimiento fuese carísima. A ello había que añadir oficiales inoperantes que cobraban altos salarios, nombrados por el Lord Canciller y el Master of the Rolls, con quienes a menudo mantenían relaciones de amistad. El Canciller y el Master of the Rolls vendían públicamente estos cargos, cuyos emolumentos son tanto más sorprendentes, no sólo porque sus funciones podían ser realizadas con facilidad por pasantes de abogados, sino porque en la mayoría de los casos eran simples administrativos los que acababan haciéndolas.
En 1649, durante la Guerra Civil Inglesa, el Parlamento publicó una serie de decretos destinados a reformar el Tribunal. La mayoría se derivaba de la jurisprudencia que Francis Bacon había sentado como Lord Canciller, pero hubo otras reformas más modernas: los abogados de la parte pasiva podían presentar alegaciones, dispensando que fueran los propios demandados quienes las presentaran, y con el ahorro del coste de un notario (Commissioner of Oaths); además, los asuntos pasaron a enjuiciarse en el orden en que eran admitidos a trámite por el Tribunal. El Parlamento también limitó los aranceles que los oficiales podían cobrar, a los efectos de reducir el coste de un procedimiento. El año siguiente, el Parlamento nombró una comisión que supervisase la reforma del Tribunal; aunque esta comisión hizo muchas recomendaciones, ninguna logró efectos directos en la Cancillería. En agosto de 1653, en otro debate del Parlamento que duró dos días, se distribuyó un documento titulado "Observaciones relativas al Tribunal de la Cancillería", relativo a los costes, cometidos y oficiales del Tribunal. Y aún se publicó un segundo texto "sobre la regulación o abandono del Tribunal de la Cancillería, y el establecimiento de los juicios de Equidad de acuerdo con su original y primitiva constitución; y para la desaparición de todos los aranceles, cargos y formalidades que se usan y que son innecesarios, y para el rápido despacho de los asuntos".
Finalmente, el Parlamento propuso la disolución del Tribunal tal como estaba configurado y su sustitución por "algunos de los hombres más capaces y honestos", quienes se encargarían de conocer los procedimientos judiciales de equidad. Se sustituiría la plétora de escribanos por un número suficiente de "secretarios piadosos, capaces, honestos y con experiencia, que serían juristas trabajadores y no cargos ociosos", y el Colegio (Bar) elegiría a dos Secretarios Principales (Chief Clerks) que aconsejaran sobre cuestiones de trabajo. Se trataba de un proyecto ambicioso que recibió muchas críticas, y que se sustituyó finalmente por otra propuesta de ley aún más profunda. Los jueces serían seis Maestros (Masters), que se reunirían en grupos de tres, nombrados por el Parlamento y asistidos por un Secretario Principal. Todos los procesos de justicia de paz podrían someterse al Tribunal, con un plazo de sesenta días para la celebración del juicio. La parte que perdiera el pleito debía pagar todas las costas a la otra, si bien su importe sería ridículamente bajo. Este proyecto de ley nunca llegó a prosperar, a causa de la disolución del Parlamento. Oliver Cromwell nombró una Comisión que dictase disposiciones similares en 1654 pero esta Comisión no cumplió con sus funciones.

### La Restauración
Tras la Restauración Inglesa, los jueces y oficiales cesados bajo el gobierno de Cromwell se reincorporaron, con escasos cambios; como señala Kerly, "jueces injustos volvieron a enjuiciar los asuntos, y una administración desastrosa invadió las oficinas". A pesar de todo, la situación había mejorado porque muchos de los defectos radicaban sobre todo en la mecánica del Tribunal, rectificada pronto por Lord Clarendon, más que en su naturaleza. Tras su nombramiento como Lord Canciller, Clarendon publicó inmediatamente un nuevo volumen de las Órdenes para la Regulación del Trabajo del Tribunal de la Cancillería basado en el código establecido por los comisionarios de Cromwell, que limitaba además los aranceles del Tribunal y el tiempo máximo de duración de un proceso.
La Guerra Civil inglesa y su consecuencia inmediata, la Mancomunidad de Inglaterra, despertaron valores y sentimientos "liberales"; uno de sus efectos fue la constante modernización y mejora de los tribunales de derecho común, que redujo la interferencia del Lord Canciller en sus actuaciones, excepto en aquellas áreas donde sus principios y leyes eran abiertamente divergentes. Bajo el reinado de Carlos II de Inglaterra, apareció por primera vez un tipo de apelación en derecho común en el que se valoraba la naturaleza de la prueba en el juicio en primera instancia. Ello provocó un cambio en la naturaleza del Tribunal de la Cancillería, que pasó de ser un órgano de corrección del derecho común a conocer sobre todo de la administración y de la protección de derechos, en contraposición a los tribunales de derecho común, cuyo cometido principal seguía siendo la resolución de litigios y la imposición de penas. El Statute of Frauds impulsó esta evolución, expandiendo la aplicación de los principios de la Cancillería más allá de su jurisdicción, permitiendo que la gente recibiese el mismo tratamiento tanto en los tribunales de derecho común como en la Cancillería.
Una gran reforma del Tribunal tuvo lugar poco después de la restauración inglesa, consistente en la posibilidad de plantear un recurso de apelación frente a una sentencia de la Cancillería, el cual se elevaría a la Cámara de los Lores para su resolución. Nunca hasta entonces se habían registrado apelaciones ante los Lores, ni tampoco existía precedente por el que se les hubiera dado competencia en asuntos de equidad, excepto en aquellas ocasiones en que los litigios y asuntos se habían enviado directamente al Parlamento (cosa que alguna vez había sucedido). En 1660, el nuevo Parlamento de la Convención de Inglaterra reclamó para sí la competencia de la apelación en asuntos de equidad, así como la competencia para conocer de asuntos de equidad en primera instancia. Después de discusiones que se prolongaron hasta la siguiente legislatura, esta segunda medida fue abandonada, aunque el Parlamento conservó la competencia para conocer de las apelaciones de equidad. Horowitz señala que, a pesar de estos cambios, hay consenso académico en que los problemas que habían lastrado el Tribunal durante los dos siglos anteriores persistían; en sus Observaciones sobre los Retrasos y los Procedimientos Onerosos en el Tribunal de la Cancillería (Observations on the Dilatory and Expensive Proceedings in the Court of Chancery), escritas en 1701, enumera veinticinco tipos de procedimientos diferentes, ámbitos y situaciones que también eran causas de los problemas de altos costes y lentitud en los procedimientos.

### Reformas posteriores
Lord Somers, tras su dimisión como Lord Canciller, presentó un proyecto de ley en 1706 que resultó ser "la ley de reforma legal más importante del siglo XVIII". Supuso una mejora significativa de la ley existente y del procedimiento judicial, y si bien iba dirigida especialmente a los tribunales de derecho común, tenía efectos también sobre la Cancillería. En cuanto a la equidad, la ley establecía que ninguna de las partes podría desistir hasta que hubiese pagado la totalidad de las costas, y no sólo los gastos nominales que hasta entonces se exigían; al mismo tiempo, las reformas de la ley en el procedimiento de derecho común (como la de admisión de demandas frente a albaceas testamentarios), redujeron la necesidad de que las partes acudieran a la equidad para poder obtener tutela judicial. El historiador del derecho Wilfrid Prest dice que, a pesar de estos avances legislativos, cuya envergadura "empieza a ser impresionante", los viejos problemas persistieron, aunque con menor frecuencia; un abogado de la época afirmaba que ir al Tribunal por un asunto de menos de 500 libras era una pérdida de tiempo.
Con Lord Hardwicke se volvió a reformar el proceso judicial de la Cancillería; dos normas, aprobadas en 1741 y 1747, establecieron que aquella parte cuya demanda fuese desestimada inmediatamente después de su interposición, debía pagar la totalidad de las costas a la otra parte, en vez de los 40 chelines que hasta entonces se pagaban, y que la parte que presentase una bill of review (una petición de aclaración de una sentencia dictada por el Tribunal) debía pagar 50 libras por la atención. Al mismo tiempo, una comisión Parlamentaria emprendió una revisión de los aranceles y tasas del Tribunal. Esta comisión informó que los aranceles y tasas se habían incrementado de forma significativa desde la última revisión, realizada en tiempos de Carlos I de Inglaterra; informó asimismo de la existencia de cargos honoríficos muy costosos, y de que en muchas ocasiones los oficiales del Tribunal no conocían cuáles eran los aranceles aplicables. Señalaba, asimismo, los expedientes habían crecido hasta alcanzar miles de páginas, lo que provocaba todavía más gastos. La comisión concluyó "que el interés que un gran número de oficiales y tramitadores tienen en los procedimientos del Tribunal de la Cancillería es la causa principal de la ampliación de escritos, contestaciones, súplicas, exámenes y otros formularios y copias en una extensión innecesaria, que constituyen un gran retraso de la justicia y una carga para el interesado". También recomendó la publicación de una lista de aranceles autorizados para los oficiales del Tribunal.
Aunque estas recomendaciones no fueron aplicadas inmediatamente, en 1743 se publicó una lista de aranceles autorizados y, con el fin de reducir los gastos administrativos, las partes dejaron de estar obligadas a obtener copias completas de los expedientes judiciales. La lista de los gastos autorizados tenía unos 1.000 epígrafes, que Kerly describe como “un ejemplo descorazonador de los abusos a los que habían llegado los cobros desenfrenados de las oficinas del Tribunal, y el pago de tarifas para todos los cargos”.

### Época victoriana
Todas estas pequeñas reformas no impidieron que a finales de siglo XVIII el Tribunal recibiese continuos y despiadados ataques. Aunque las quejas habían sido habituales desde los tiempos de Isabel I, los problemas se habían ido agravando. Al tiempo, surgió una gran cantidad de reformadores de la ley políticamente neutros. Muchos de los críticos eran abogados de derecho común, desconocedores de la forma de trabajar del Tribunal, aunque algunos, como Sir Samuel Romilly, se habían formado como juristas en la Cancillería y conocían el procedimiento judicial que allí se aplicaba. El académico Duncan Kerly considera que el éxito del Código Napoleón y las obras de Jeremy Bentham tuvieron una gran influencia en la corriente crítica que, unida a la creciente riqueza de Inglaterra y al aumento del comercio internacional, hicieron necesaria la existencia de un sistema judicial operativo para cuestiones de equidad. Mientras que las clases acomodadas habían bregado con el Tribunal durante siglos, y lo tenían por un mal necesario, la cada vez más nutrida clase media y los mercaderes eran más exigentes. Con el incremento de trabajo atrasado, la necesidad de una reforma a fondo resultó evidente para muchos legisladores y políticos.

El Tribunal de la Cancillería, a principios del, en su sede de Lincoln's Inn Old Hall

Las primeras reformas profundas consistieron, en 1813, en el nombramiento de un Vicecanciller que conociese de los procesos, y, en 1833, en la ampliación de la competencia del Master of the Rolls para enjuiciar todos los procesos. En 1824 se nombró una comisión encargada de supervisar el Tribunal, compuesta por el Lord, el Master of the Rolls y todos los jueces veteranos de la Cancillería. Se propusieron algunas reformas de calado; en 1829, por ejemplo, Lord Lyndhurst planteó sin éxito la fusión de la Jurisdicción de equidad del Tribunal del Exchequer con la Cancillería, y el nombramiento de un cuarto juez que conociese de asuntos adicionales. Un año después, cuando se reforzó con un juez adicional cada uno de los tribunales de derecho común, Lord Lyndhurst reiteró su propuesta, tropezando con el rechazo de jueces que mantenían que la acumulación de trabajo del Tribunal no justificaba el gasto adicional que suponía un cuarto juez. Finalmente, otros dos Vicecancilleres fueron nombrados en 1841, y una década después se atribuyó a dos Lores Justices el conocimiento de las apelaciones interpuestas ante el Tribunal (The Court of Appeal in Chancery). Lobban describe estas iniciativas como «reacciones apuradas para atrasos acumulados» y no una respuesta meditada a largo plazo.
Estos nuevos nombramientos dieron como resultado una reducción significativa del trabajo pendiente: el Tribunal tramitó 1700 expedientes entre 1846 y 1849, muchos más que los 959 del período 1819-1924, si bien la cifra de procesos acumulados volvió a crecer tras la muerte del Vicecanciller Shadwell y la jubilación de su homólogo Wigram. El puesto de Shadwell, quien había sido nombrado mediante la ley del Parlamento de 1831, obtuvo un nuevo titular. Sin embargo, la ley de 1841 (con la que Wigram había sido nombrado) disponía que los dos cargos del Tribunal eran vitalicios y, por tanto, tras la jubilación o el fallecimiento de los jueces titulares, los cargos se extinguían, sin opción a considerar que quedasen vacantes. De nuevo, el trabajo atrasado supuso un problema, en particular desde que el Lord Canciller concentró su atención en los recursos del Tribunal de Apelación de la Cancillería y la Cámara de los Lores, dejando disponibles en la Cancillería un máximo de tres jueces para conocer de los asuntos. Hubo otras propuestas de reformas estructurales; Richard Bethell propuso el nombramiento de otros tres Vicecancilleres y "un Tribunal de Apelación en la Cancillería formado por dos de los Vicecancilleres nombrados por rotación", propuesta que no llegó a puerto.
En la década de 1830 se redujo la "vieja corrupción" que durante tanto tiempo había lastrado el Tribunal. En primer lugar, gracias a la ley de Sinecuras de la Cancillería (Chancery Sinecures Act) de 1832, que abolió varias sinecuras en el seno del Tribunal y fijó una pensión y aumento de salario para el Lord Canciller, con la esperanza de reducir su necesidad de obtener dinero mediante la venta de cargos en el Tribunal. Y después mediante la Ley de Regulación de la Cancillería (Chancery Regulation Act) de 1833; esta ley estableció que correspondería a la Corona, y no al Lord Canciller, el nombramiento de los Masters in Chancery, quienes cobrarían en lo sucesivo salarios fijos. Con la abolición de las sinecuras, y contando los salarios y las pensiones, el Tribunal ahorró 21.670 libras al año. No obstante, la intención inicial del gobierno al aprobar la ley de 1832 era más ambiciosa, y pasaba por eliminar los Seis Secretarios (Six Clerks), quienes utilizaron su influencia y consiguieron conservar sus cargos. No lograron salvarse diez años después; en 1842, los ataques que Thomas Pemberton les dirigió en la Cámara de los Comunes por sus sinecuras y por los altos aranceles, que tanto incrementaban el gasto de los procesos, dieron lugar a que aquel año se aprobase la Ley del Tribunal de la Cancillería (Court of Chancery Act) que abolió para siempre la oficina de los Seis Secretarios.
En la década de 1850 se llevaron a cabo más reformas procedimentales. En 1850, el Lord Canciller dictó un nuevo conjunto de normas que permitieron a los abogados acelerar los procesos en la forma que eligieran y a los actores interponer demandas, sin tener que pasar por la presentación de queja, mucho más cara y farragosa. Mediante la Suitors in Chancery Relief Act de 1852 se concedieron salarios a todos los oficiales, se eliminó la necesidad de pagarles aranceles y se declaró la ilegalidad de darles obsequios; también eliminaron otras sinecuras. La Ley de Supresión de la Master in Chancery (Master in Chancery Abolition Act) de 1852 suprimió a los Masters in Chancery y atribuyó a los jueces la competencia exclusiva para conocer de los procesos, que a partir de entonces dejaron de rebotar entre jueces y Masters. Gracias a estas reformas, la eficacia del Tribunal aumentó y el trabajo atrasado disminuyó; en la década de 1860 se incoaban una media de 3207 demandas al año, despachándose y resolviéndose 3.833, muchas de las cuales eran demandas atrasadas. No obstante, quienes se encargaban de gran parte de este trabajo eran tramitadores, cuyo número iba en aumento, por lo que los abogados y juristas manifestaron su preocupación por la “carencia” de jueces de equidad. A pesar de todas estas reformas, Charles Dickens se lamentaba aún en 1853 en el prefacio de su novela “Casa Desolada” de la falta de eficiencia del tribunal de la Cancillería. Su argumento gira alrededor de un proceso ficticio, Jarndyce contra Jarndyce, de muy larga duración. Dickens observó que en la época en la que escribía había un proceso ante el tribunal de la Cancillería “que se había iniciado veinte años atrás... y que (estoy seguro) no está más cerca de su resolución ahora que cuando se inició”. Concluyó que “si hubiera querido, habría podido encontrar otros referentes judiciales para Jarndyce contra Jarndyce, con los que habría podido llenar páginas enteras, para vergüenza de un público apático".

### Disolución
La idea de fusionar los tribunales de derecho común y los de equidad empezó a cobrar fuerza en la década de 1850; aunque el Law Times la calificó como "suicida" en 1852, la idea fue generando un consenso cada vez más amplio, y hacia el final del año el Times escribía que había "casi unanimidad" en la creencia de que la existencia de dos sistemas separados era "el origen de la mayoría de los defectos en la administración de nuestro derecho". Gran parte de los impulsos para acometer la fusión procedió de grupos de presión y asociaciones de juristas.  Alcanzaron parcialmente su propósito con la Ley de Procedimiento de Derecho Común (Common Law Procedure Act) de 1854 y la Ley de Modificación de la Cancillería (Chancery Amendment Act) de 1858, que otorgó a ambos tribunales la posibilidad de utilizar todos los tipos de resoluciones judiciales. Hasta entonces, los tribunales de derecho común se limitaban a condenar al pago de daños y perjuicios, y el Tribunal de la Cancillería se limitaba a conceder resoluciones sobre cumplimiento del contrato en sus estrictos términos o a dictar requerimientos. La Ley de los Tribunales de Condado (The County Courts Act) de 1865 reconoció a estos tribunales de proximidad la autoridad para utilizar las resoluciones de equidad, aunque su aplicación fue escasa. Durante este período los Lord Cancilleres fueron más cautelosos, y rechazaron las peticiones de las asociaciones de juristas para el establecimiento de una comisión real que velase por la fusión.
Si bien la Ley de Regulación de la Cancillería (Chancery Regulation Act) de 1862 había esbozado la reforma del procedimiento, no fue hasta febrero de 1867 cuando Roundell Palmer volvió a plantear ante el Parlamento el problema que suponían dos sistemas judiciales separados. En marzo de 1870, Lord Hatherley presentó un proyecto de ley para crear un Alto Tribunal de Justicia (High Court of Justice) único.  El proyecto de ley era difuso y no especificaba a qué tribunal le correspondería conocer del derecho común y a qué tribunal el derecho de equidad; tampoco incluía disposición alguna sobre la estructura del Tribunal, pues Hatherley opinaba que la diferencia entre el derecho común y la equidad era procedimental, y no de fondo. Por ello, el proyecto de ley encontró una gran oposición por dos lados: aquellos que se oponían a la fusión, y aquellos que, partidarios de la fusión, pensaban que las disposiciones no serían de utilidad a causa de su carácter difuso y vago. Por todo ello, el proyecto de ley acabó retirándose.
En 1873 la idea resurgió -de nuevo gracias a Palmer, quien para entonces había ganado el título de Lord Selborne y era el nuevo Lord Canciller- como proyecto de ley del Tribunal Supremo de la Judicatura (Supreme Court of Judicature).  Su proyecto se distinguía del de Hatherley en que combinaba la prudencia con un planteamiento mejor estructurado y una mayor claridad de las reformas a realizar. En vez de fusionar el derecho común y la equidad, cosa que consideraba inviable porque destruiría la noción de trust, optó por fusionar los tribunales y el procedimiento. En el borrador final se estableció la fusión de todos los altos tribunales en uno solo, que estaría compuesto por dos niveles; uno de primera instancia y uno de apelación. El tribunal de primera instancia, que se llamaría The High Court of Justice, estaría compartimentado en varias divisiones o cámaras resultantes de los antiguos tribunales superiores, siendo a una de ellas, la División de la Cancillería (Chancery Division), la que recibiría la competencia del Tribunal de la Cancillería para los procesos de equidad. El artículo 25 de la Ley estableció que, allí donde hubiera conflicto entre el derecho común y la equidad, sería esta última la que prevaleciera. Los recursos contra las resoluciones de cada una de las Divisiones se remitirían al Tribunal de Apelación de Inglaterra y Gales. Esta nueva distribución judicial entró en vigor con la reforma de la Ley del Tribunal Supremo de la Judicatura (Supreme Court of Judicature Act) de 1875, con la que el tribunal de la Cancillería dejó de existir. El Master of the Rolls pasó a formar parte del nuevo Tribunal de Apelación, y el Lord Canciller conservó sus funciones judiciales y políticas; el cargo de Vicecanciller fue sustituido por jueces ordinarios. La División de la Cancillería (Chancery Division) forma parte hoy en día del Alto Tribunal de Justicia de Inglaterra y Gales (High Court of Justice of England and Wales).

## Competencia

### Trustsy administración de patrimonio
El trust es una institución jurídica típica del derecho de equidad inglés, y su configuración actual es el resultado de una elaboración doctrinal y jurisprudencial del Tribunal de la Cancillería durante siglos. 
El concepto de trust (literalmente, “confianza”), surgió durante las Cruzadas, en el siglo XII. Los nobles que partían a Tierra Santa a luchar necesitaban que, durante su ausencia, alguien se encargase de su patrimonio con la autoridad del propietario legítimo. Fue así como apareció el concepto de la propiedad conjunta. Los tribunales de derecho común no reconocieron tales trusts, lo que provocó que se integraran en el derecho de equidad y que su tratamiento legal recayese en Tribunal de la Cancillería. Se originó así el principio conforme al cual la Cancillería era competente allí donde los tribunales de derecho común no podían ni ejecutar ni aplicar un derecho. La utilización de los trusts fue habitual durante el siglo XVI, aunque el Statute of Uses “fue un severo golpe contra estas formas de transmisión” que provocó que la justicia en este campo fuera más compleja. La jurisdicción exclusiva del Tribunal de la Cancillería sobre los trusts estuvo vigente hasta su disolución.
Desde su fundación, el Tribunal de la Cancillería podía administrar patrimonio, gracias precisamente a su competencia en materia de trusts. En el siglo XVI los tribunales eclesiásticos absorbieron gran parte de la carga de trabajo, pero su limitación de facultades en relación con los administradores y los albaceas motivó la frecuente intervención del Tribunal de la Cancillería. Con anterioridad al Statute of Wills, los propietarios recurrían con frecuencia a fiduciarios (feoffees) para enajenar sus tierras, operaciones que en cualquier caso recaían bajo la competencia del Lord Canciller. Además, los beneficiarios acudían con frecuencia al Tribunal de la Cancillería, por ser su procedimiento para la detección y contabilización de activos más efectivo que el de los tribunales eclesiásticos. Los tribunales de derecho común tenían también competencia sobre cuestiones de patrimonio, pero la eficacia de sus resoluciones era mucho más limitada.
En sus orígenes, el tribunal de la Cancillería se inhibía en casos de demandas de administración de patrimonio a favor los tribunales eclesiásticos en cuanto observaba un defecto en el testamento. Sin embargo, desde 1588 el Tribunal optó por su admisión a trámite cuando concurría alguno de los siguientes cuatro supuestos: si se alegaba la insuficiencia de los activos; si convenía compeler a un legatario a dar una fianza a los acreedores (cosa vedada en los tribunales eclesiásticos); para proteger los bienes de una mujer respecto de su marido; y cuando la liquidación de las deudas del difunto fuese preceptiva para que el legado fuese válido.

### Enfermedad mental y tutela
La competencia de la Cancillería en relación con los “enajenados” provenía de dos fuentes: en primer lugar, la prerrogativa del Rey para cuidar de ellos, ejercida en la práctica por el Lord Canciller; y en segundo lugar, la Ley sobre la propiedad inmobiliaria de los enajenados (Lands of Lunatics Act) de 1324, que otorgó al Rey (y por tanto al Lord Canciller) su tutela y la de sus propiedades; el Lord Canciller ejerció ambas prerrogativas, la primera de forma directa, y la segunda en su función de jefe del tribunal de la Cancillería. Esta competencia se aplicaba a cualquier “idiota“ o “enajenado“, siendo indiferente si era británico, o si su propiedad estaba en Inglaterra y Gales. Se dividían en dos categorías: los idiotas, “que carecen de cualquier atisbo de razón desde su nacimiento y de los que, por ley, se presume que nunca podrán alcanzarlo“, y los lunáticos, “quienes han tenido entendimiento pero han perdido su uso“. El Lord Canciller supervisaba conforme a sus prerrogativas a lunáticos e idiotas de forma  separada; la petición basada en la prerrogativa real se dirigía directamente al Rey y, cuando se basaba en la Ley de 1324, a la Cámara de los Lores.
Un administrador nombrado por el Tribunal cuidaba de las fincas de los idiotas y lunáticos, y destinaba los beneficios que se obtuviesen a un fondo trust para ayudar al enfermo. El hecho que el Rey tuviese un interés particular, por ser quien retenía las propiedades, supeditaba la declaración de locura o idiotez a la decisión de un jurado, y no a la de un juez individual. En aplicación de una ley de 1845 (la Lunacy Act) el Lord Canciller podía nombrar una comisión para investigar la locura de una persona, competencia que sólo podía ejercer, en su calidad de guardián de la conciencia del Rey, cuando fuese beneficioso para el enajenado, y no porque alguien hubiese sido tachado de loco.
El origen de la jurisdicción de los tribunales de justicia en procesos de tutela de los menores se encuentra, al parecer, en la prerrogativa real de parens patriae (“padre de la nación”). Desde época temprana la Cancillería se encargó de esta área legal por afectar esencialmente a la titularidad de tierras, esto es, por tratarse de una forma de trust. Estas cuestiones se dilucidaban principalmente de forma oral, por lo que se conservan muy pocos testimonios; la primera referencia data de 1582, en un caso en que un curador fue nombrado para velar por los bienes de un niño. Los tribunales de derecho común tenían potestad para nombrar tutores, mientras que la Cancillería tenía legitimación para destituirlos, sustituirlos o declarar la prioridad de su nombramiento sobre otros. Asimismo, los menores estaban legitimados para interponer acciones legales contra sus tutores ante los tribunales de derecho común y, también, ante el Tribunal de la  Cancillería, cuya competencia para la protección del bienestar de los menores fue reconocida a todos los efectos a partir de 1696. Los principios del Tribunal para garantizar la tutela eran: la supervisión del tribunal en la administración de las propiedades del menor; la supervisión del tribunal en su educación; la autorización del Tribunal para el matrimonio del menor.

### Organización caritativa
Desde el siglo XV el Lord Canciller se encargó de administrar el patrimonio destinado a fines caritativos. En la sentencia Bailiff of Burford contra Lenthall, Lord Hardwicke señaló que la competencia del Tribunal en asuntos de caridad derivaba de su competencia en materia de trusts, así como de la Ley sobre los trusts de caridad (Charitable Uses Act) de 1601. Carne apunta que el Tribunal había conocido durante largo tiempo de tales cuestiones legales, por lo que la Ley de 1601 no fue sino la confirmación de una costumbre preexistente. Esta tesis la ilustra la competencia del Canciller para conocer de cierto tipo de contrato de cesión de derechos de propiedad inmobiliaria del derecho feudal inglés (feoffments to uses); esta competencia derivaba de su condición original de clérigo y de sus antiguas atribuciones como miembro de la Iglesia y de los tribunales eclesiásticos, instituciones que antaño se habían encargado de administrar y ejecutar las obras de caridad. En virtud de aquel contrato, el propietario enajenaba su parcela, no mediante la simple venta, sino cediendo el derecho de uso y cobrando las rentas en beneficio de un tercero, que podía ser una institución caritativa. Este negocio no caía dentro de la competencia de los tribunales de derecho común, pero sí en la del tribunal de la Cancillería; está documentada la frase del Lord Canciller en 1492, "allí donde el derecho común no da solución judicial, sí la puede dar la conciencia como, por ejemplo en una fiducia basada en la confianza; el fiduciante no encontrará la solución jurídica en el derecho común, pero sí en su conciencia; y así, si el fiduciario hace una transmisión del bien objeto del contrato a un tercero que sea conocedor esta relación de confianza, el fiduciante, en virtud de una subpoena, encontrará el reconocimiento de su derecho ante este Tribunal". Tras el reinado de Eduardo IV, a finales de siglo XV, el Tribunal de la Cancillería asumió la competencia exclusiva en aquellos casos en que se vendiera una finca utilizada por una organización caritativa (o si la finca hubiera de venderse para constituir la organización caritativa), dado que ni los tribunales eclesiásticos ni los de derecho común tenían competencia alguna.

## Resoluciones
El Tribunal de la Cancillería podía dictar tres tipos de resoluciones (remedies): el requerimiento para el cumplimiento del contrato en sus estrictos términos, los interdictos prohibitorios y la indemnización por daños y perjuicios. El requerimiento para el cumplimiento del contrato en sus estrictos términos, en un litigio contractual, consiste en una resolución por la que el tribunal ordena a la parte morosa en un contrato que cumpla sus obligaciones. Normalmente no se entra a valorar la validez del contrato en su conjunto, salvo que, tras el debido análisis, se determine la viabilidad del cumplimiento de las obligaciones del moroso. Los interdictos prohibitorios, en cambio, son acciones legales por las que se ordena a  una parte que se abstenga de hacer algo (a diferencia del cumplimiento del contrato en sus estrictos términos, por el que se obliga a hacer algo). Hasta la Ley de Procedimiento del Derecho común (Common Law Procedure Act) de 1854, el Tribunal de la Cancillería fue el único órgano legitimado para dictar interdictos prohibitorios y el requerimiento para el cumplimiento del contrato en sus estrictos términos.
La indemnización por daños y perjuicios consiste en una suma de dinero reclamada como compensación por las infracciones cometidas por la otra parte. Generalmente se tiende a creer que el tribunal de la Cancillería no tuvo legalmente reconocida la potestad de conceder daños y perjuicios hasta la reforma legal de 1858; sin embargo, durante los 600 años anteriores había ejercido tal potestad en casos especiales. El concepto de daños y perjuicios surgió en el derecho inglés en el siglo XIII, cuando los Statutes de Merton y Gloucester los establecieron ante circunstancias determinadas y, a pesar de lo que señalan algunos estudiosos, no eran únicamente los tribunales de derecho común los legitimados para reconocer la indemnización por daños y perjuicios en aplicación de aquellas normas, sino que el Exchequer y la Cancillería también podían concederlos. En la sentencia del Cardenal Beaufort de 1453, se afirma, por ejemplo, que "reclamo que se cite a mi fiduciario y una indemnización por daños y perjuicios por el valor de la finca". Un decreto aprobado en el reinado de Ricardo II concedió a la Cancillería el derecho para reconocer la indemnización por daños y perjuicios, estableciendo que: 
A quienquiera que sea llamado a comparecer ante el Consejo del Rey, o ante la Cancillería por demandas en las que haya vertido acusaciones falsas; tendrá el Canciller en el cargo, tras haberse presentado tales acusaciones y haberse demostrado su falsedad, el Poder de reconocer y conceder daños y perjuicios a su discreción a favor de aquel que haya resultado perjudicado indebidamente, como ha quedado antes dicho.
Esta competencia no abarcaba todos los procesos, sino sólo a aquellos en los que el fallo fuera desestimatorio tras «probarse la falsedad de las alegaciones» de una de las partes, a la cual se le imponía normalmente el pago las costas de la parte contraria, como penalización por haber mentido. Lord Hardwicke, sin embargo, declaró que la competencia de la Cancillería para condenar al pago de daños y perjuicios no se derivaba de «atribución legal alguna, sino de la conciencia»; no se trataba de una potestad declarada por ley, sino que era inherente a la autoridad del Lord. Por ello, el tribunal emitía con frecuencia requerimientos de pago para compensar al perjudicado por los gastos adicionales, principalmente la minuta del abogado, que le hubieran supuesto las alegaciones falsas de la otra parte.
En los siglos XVI y XVII, el Tribunal fue más cauteloso en cuanto al reconocimiento de la indemnización de daños y perjuicios; los Lores Cancilleres y los juristas la incluían dentro de las instituciones de derecho común, y los jueces sólo los concedían cuando no había alternativa jurídica posible. A veces se condenaba al pago de daños y perjuicios como una condena secundaria, como en la sentencia de Browne contra Dom Bridges, de 1588, en un caso en el que el demandado había arrojado residuos al bosque propiedad del demandante. El demandado, además de recibir un interdicto que le impedía seguir arrojando desperdicios en el bosque, también resultó condenado a pagar por el perjuicio causado. Esta corriente jurisprudencial (conforme a la cual los daños y perjuicios sólo se podían reconocer como solución secundaria, o cuando no hubiera otra posible) fue la tónica hasta el siglo XVIII y principios del XIX, cuando la postura del Tribunal acerca de la concesión de daños y perjuicios adquirió un cariz más laxo; en el proceso de Lannoy contra Werry, por ejemplo, se declaró que, existiendo pruebas suficientes de la existencia de daños, el tribunal podía reconocer la indemnización por daños y perjuicios, conjuntamente con el cumplimiento del contrato en sus estrictos términos y otras soluciones jurídicas. Este criterio varió con el juicio de Todd contra Gee en 1810, en el que Lord Eldon sostuvo que "a excepción de casos muy especiales, no era admisible en los procesos de equidad una demanda de cumplimiento del contrato en sus estrictos términos; ni tampoco una petición subsidiaria, en caso de imposibilidad de cumplir la principal, dirigida a obtener una indemnización por daños y perjuicios. El demandante, si así lo decide, debe solicitar esta reparación conforme a derecho (derecho común)." Así se reiteró en el proceso de Hatch contra Cobb, en el que el Canciller Kent dejó sentado que "el derecho de equidad, en casos particulares, puede sustentar una demanda por daños y perjuicios ante un caso de incumplimiento contractual, pero se trata de una acción que no está incluida dentro de la competencia ordinaria del Tribunal".
La potestad del Tribunal para conceder indemnizaciones por daños y perjuicios se reiteró en el proceso Phelps contra Prothero en 1855, en el que el Tribunal de Apelación de la Cancillería declaró que en caso de que el demandante hubiera instado conjuntamente una acción de cumplimiento del contrato en sus estrictos términos y una acción por daños y perjuicios, el tribunal podía optar por reconocer los daños y perjuicios. El ejercicio de esta opción se circunscribía a la concurrencia de ciertas circunstancias, por lo que no llegaba a utilizarse de forma habitual. En 1858, la Ley de Modificación de la Cancillería acabó reconociendo al tribunal plena competencia para condenar al pago de daños y perjuicios; con anterioridad, la limitación a esta potestad había sido tan rígida que los juristas de la época opinaban que el Tribunal no había dispuesto hasta entonces de aquella facultad.

## Cargos

### Lord Canciller
El Lord Canciller era el jefe del Tribunal de la Cancillería. En sus orígenes, estuvo estrechamente vinculado a la curia regis, e incluso después de su independencia, alrededor de 1345, las peticiones se dirigían "al Rey y los otros". Sin embargo, en la época de Eduardo IV, las peticiones se dirigían al Lord Canciller y el Tribunal de la Cancillería. En los primeros años, el Lord Canciller dictaba la mayoría de las resoluciones: convocaba a las partes, fijaba una fecha para las vistas, formulaba las preguntas propuestas por las partes y dictaba el veredicto. Frecuentemente requería la ayuda de los jueces de derecho común, quienes, al recibir la petición, se quejaban de no poder trabajar en sus tribunales; consta en los registros más antiguos que las decisiones se tomaban "con el consejo y consentimiento de los jueces y servidores de nuestro Señor El Rey en la Cancillería".
Bajo el reinado de Eduardo III de Inglaterra (siglo XIV), el Lord Canciller también dispuso de una cierta competencia en el derecho común que le habilitaba para conocer de las demandas de recuperación de bienes ante la Corona (petition of right), de la revocación de patentes, y de otros casos en los que el Rey era parte. Conocía de procesos sobre fianzas, de la ejecución de Leyes del Parlamento, así como cualquier proceso en el que estuviese implicado cualquier oficial del Tribunal de la Cancillería. Los registros muestran que inscribía fianzas y contratos, y que podía expedir autos y encargar a un alguacil su ejecución forzosa. Carne opina que esta competencia en derecho común se debía a una falta de separación, que duró hasta el siglo XVI, entre la competencia de derecho común y la competencia de equidad que tenía el Lord Canciller; sir Edward Coke escribió que en la Cancillería había un tribunal ordinario y otro "extraordinario".
La mayoría de los primeros Lores Cancilleres fueron miembros del clero; el primer Lord Canciller con carrera jurídica fue Robert Parning SL, nombrado en 1341, quien ocupó el cargo durante dos años. Sus sucesores fueron de nuevo clérigos hasta Robert Thorpe, nombrado en 1371 a causa quizás de la presión del Parlamento. La norma de designar a Lores Cancilleres que fueran juristas de prestigio no se siguió con rigor. En ocasiones se cumplía, como en el caso de Nicholas Bacon, que accedió el cargo; pero en otra ocasión se dijo que un Lord Canciller fue nombrado porque la reina quedó impresionada con sus habilidades como bailarín. Según William Carne, Thomas Egerton fue el primer Lord Canciller "adecuado" para el ejercicio del cargo, el que dejó sus resoluciones registradas y el que siguió la doctrina legal del precedente. Marsh señala que las raíces cristianas y la condición de clérigos de los primeros Cancilleres tuvieron una influencia enorme en las actuaciones y en el origen del derecho natural del Tribunal. Tras la disolución del Tribunal de la Cancillería en 1873, el Lord  Canciller cesó en todas sus funciones en el derecho de equidad, aunque su pertenencia a otros órganos judiciales le procuraron un cierto control indirecto. 

### Otros cargos del Tribunal
En la época temprana en la que el Tribunal formaba parte de la curia regis, sus Oficiales procedían de disciplinas diversas: doctores en derecho civil, miembros de la curia y "aquéllos a quienes se debiera convocar". La composición del tribunal devino más homogénea conforme los miembros de la curia dejaron de ejercer como Oficiales. Desde la primera época, doce clérigos, conocidos como Masters in Chancery, asistían al Lord Canciller en el Tribunal. Se decía de ellos que habían existido desde tiempos anteriores a la conquista normanda, cuando formaban parte del Witenagemot; tras la conquista, su autoridad declinó hasta convertirse en consejeros y ayudantes del Lord Canciller, ocupándose incoar los procesos judiciales y expedir los emplazamientos necesarios para que las partes pudieran iniciar los procesos en los tribunales de derecho común. Además, tomaban declaraciones, actuaban como secretarios del Lord Canciller, y mantenían los registros al día. En los primeros años recibían el nombre de "clérigos de prima forma", por ser en casi todos los casos miembros del clero, y no fue hasta el reinado de Eduardo III cuando recibieron el nombre de Masters in Chancery.

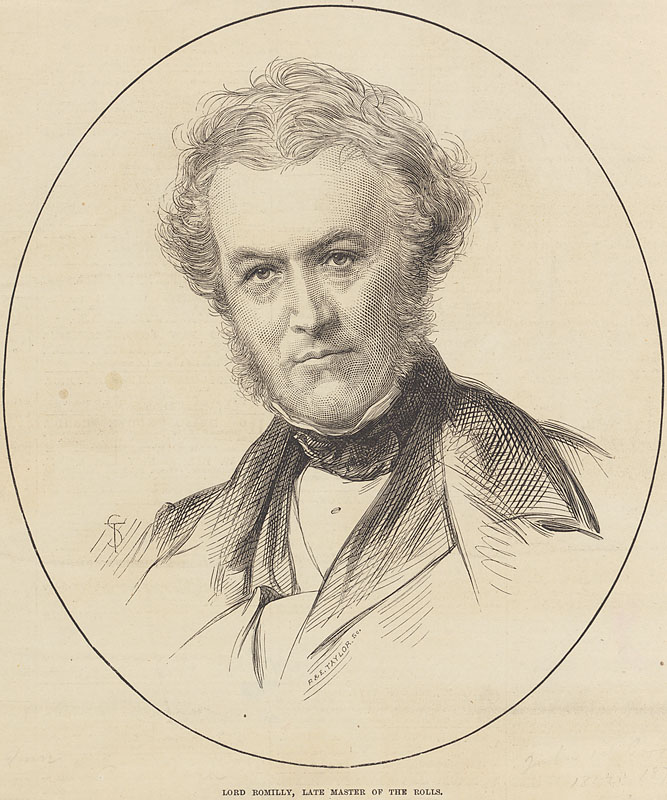
John Romilly, el último Master of the Rolls que formó parte del Tribunal de la Cancillería

Los doce Masters in Chancery estaban bajo el mando de uno de los suyos, llamado Master of the Rolls. Tenía casi tanto poder como el Lord Canciller, y había ejercido el poder desde los tiempos de Eduardo I. A veces se le conocía como el «Vicecanciller», y recibía el título de "Su Ilustre Rectitud". El Master of the Rolls prestaba ayuda a los jueces del Tribunal para la adopción de las sentencias, y con frecuencia se sentaban en el lugar del Lord Canciller. La primera referencia al Master of the Rolls data de 1286, aunque se cree que su existencia puede ser anterior, y aparece por primera vez como autoridad judicial independiente en 1520. El Master of the Rolls estaba asistido por los “Seis Secretarios” (Six Clerks), que le ayudaban a custodiar los registros; cada uno de ellos era responsable individualmente por los errores que ocurrieran. Al principio, estos secretarios eran los abogados que asistían a los litigantes en el Tribunal, única defensa que se les permitía; sin embargo, en la época de Francis Bacon se permitió que los demandantes aportasen sus propios abogados. El Master y sus secretarios se alojaban en el Rolls Office, con los secretarios de los Seis Secretarios, cuyo número ascendía a sesenta. En 1843 se eliminó la institución de los Seis Secretarios, en 1852 desaparecieron los Masters in Chancery, y al disolverse el Tribunal de la Cancillería, el Master of the Rolls se trasladó al recién creado Tribunal de Apelación de Inglaterra y Gales. 
Desde los primeros tiempos, hubo también dos Secretarios (Registrars) en el Tribunal, encargados de registrar las sentencias y autos del Tribunal; sus repertorios documentaban los precedentes legales que el Tribunal fijaba. Igualmente, dos Examinadores asistían al Master of the Rolls en el interrogatorio a los testigos. Con frecuencia, el Master of the Rolls y el Lord Canciller vendían públicamente estos cargos: el puesto de Masters in Chancery alcanzó 6000 libras en 1625. Para evitar la venta de cargos, y a causa de la corrupción de muchos oficiales del tribunal, aquel año se aprobó una ley que obligaba a que los aranceles se liquidaran en el Banco de Inglaterra, y establecía también la figura de un Comisario con la función de supervisar los aspectos financieros del Tribunal. En 1813 el primer Vicecanciller fue nombrado para ocuparse del incremento de demandas interpuestas. Con el aumento de procesos atrasados, una segunda ley del Parlamento de 1841 nombró otros dos, si bien no se trataba de dos cargos nuevos, sino de dos nombramientos vitalicios; cuando los dos Vicecancilleres murieron, sus cargos no se renovaron. Con la disolución del Tribunal en 1873, el cargo de Vicecanciller dejó de existir.